# Campeonato de Kazajistán de Ciclismo en Ruta

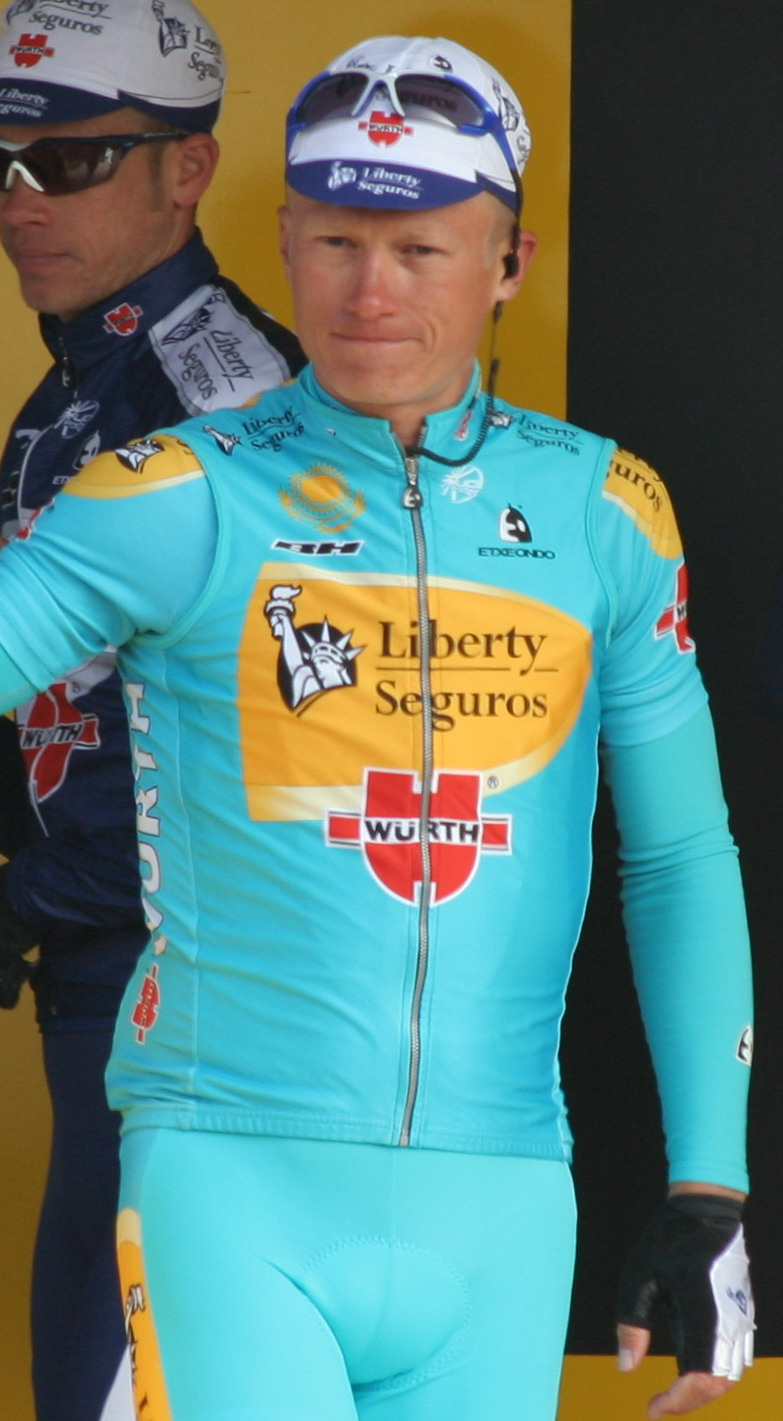
Alexandre Vinokourov con el maillot de Campeón de Kazajistán.

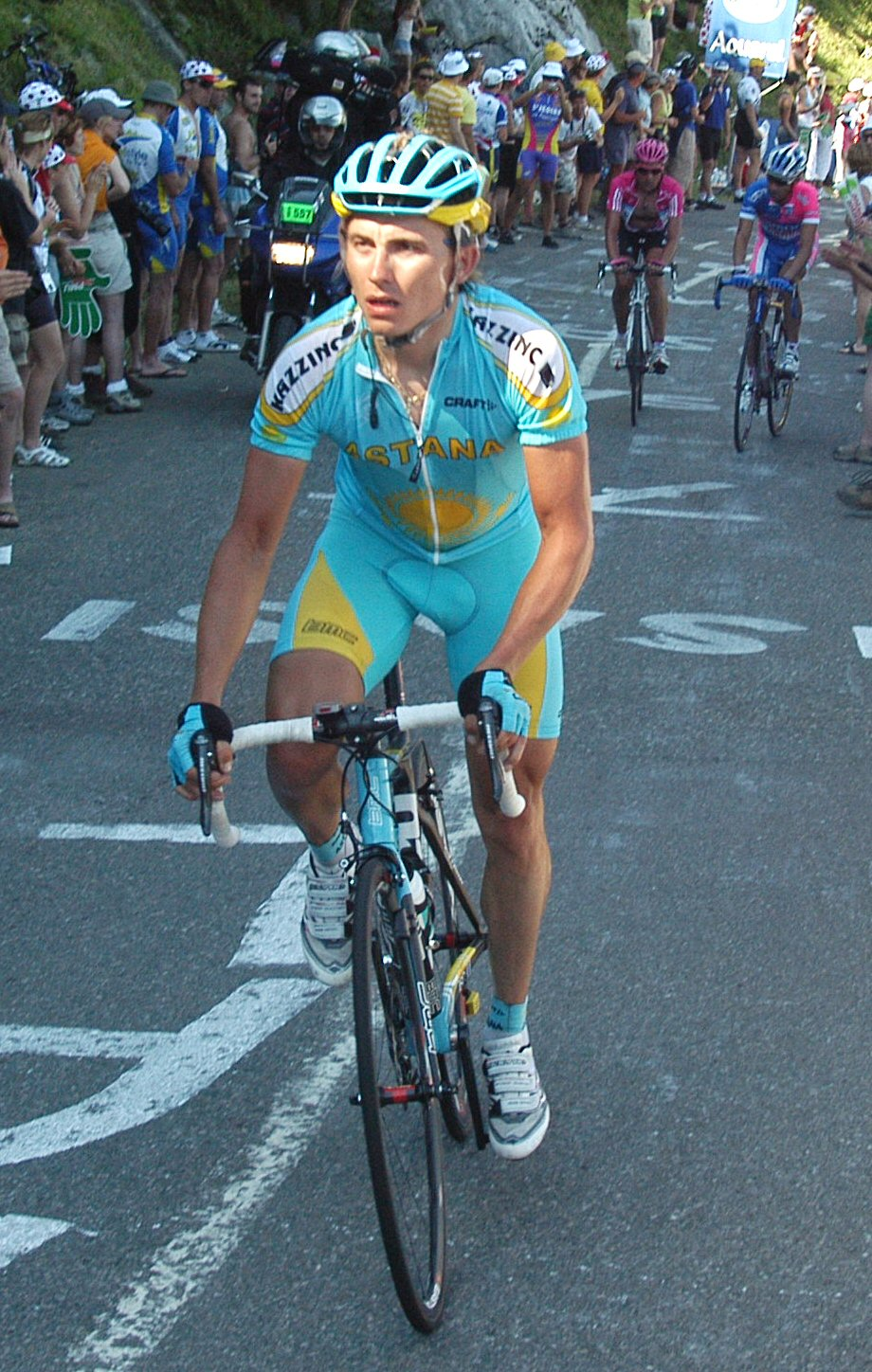
Maxim Iglinskiy, vestido con el maillot de campeón de Kazajistán durante el Tour de Francia 2007

Los Campeonatos de Kazajistán de Ciclismo en Ruta se organizan anual e ininterrumpidamente desde el año 1997 para determinar el campeón ciclista de Kazajistán de cada año. El título se otorga al vencedor de una única carrera. El vencedor obtiene el derecho a portar un maillot con los colores de la Bandera de Kazajistán hasta el Campeonato de Kazajistán del año siguiente.

## Palmarés
| Año  | Ganador              | Segundo              | Tercero              |
| 1997 | Serguei Yakovlev     | Dmitriy Fofonov      | Alexandre Nadobenko  |
| 1998 | Sergey Beloussov     | Vleriy Titov         | Konstantin Kuznetsov |
| 1999 | Andrei Teteriouk     | Dmitriy Muravyev     | Pavel Nevdakh        |
| 2000 | Serguei Yakovlev     | Andrey Mizourov      | Andrei Teteriouk     |
| 2001 | Andrey Mizourov      | Serguei Yakovlev     | Vleriy Titov         |
| 2002 | Dmitriy Muravyev     | Pavel Nevdakh        | Kairat Baigudinov    |
| 2003 | Pavel Nevdakh        | Vadim Gorbachevsky   | Valentin Iglinskiy   |
| 2004 | Andrey Mizourov      | Andrey Kashechkin    | Maxim Iglinskiy      |
| 2005 | Alexandre Vinokourov | Andrey Mizourov      | Andrey Kashechkin    |
| 2006 | Andrey Kashechkin    | Alexandre Vinokourov | Maxim Iglinskiy      |
| 2007 | Maxim Iglinskiy      | Andrey Mizourov      | Valentin Iglinskiy   |
| 2008 | Assan Bazayev        | Sergey Renev         | Maxim Gourov         |
| 2009 | Dmitriy Fofonov      | Maxim Gourov         | Dmitriy Gruzdev      |
| 2010 | Maxim Gourov         | Assan Bazayev        | Vladislav Gorbunov   |
| 2011 | Andrey Mizourov      | Alexandr Shushemoin  | Ruslan Tleubayev     |
| 2012 | Assan Bazayev        | Alexey Lutsenko      | Abdraimzhan Ishanov  |
| 2013 | Aleksandr Dyachenko  | Sergey Renev         | Tilegen Maidos       |
| 2014 | Ilya Davidenok       | Alexandr Shushemoin  | Nurbolat Kulimbetov  |
| 2015 | Oleg Zemlyakov       | Dmitriy Lukyanov     | Stepan Astafyev      |
| 2016 | Arman Kamyshev       | Alexandr Shushemoin  | Matvey Nikitin       |
| 2017 | Artyom Zakharov      | Alisher Zhumakan     | Grigoriy Shtein      |
| 2018 | Alexey Lutsenko      | Nikita Stalnov       | Artyom Zakharov      |
| 2019 | Alexey Lutsenko      | Dmitriy Gruzdev      | Anton Kuzmin         |
| 2020 | No se celebró        | No se celebró        | No se celebró        |
| 2021 | Yevgeniy Fedorov     | Yevgeniy Gidich      | Artyom Zakharov      |
| 2022 | Yevgeniy Gidich      | Artyom Zakharov      | Gleb Brussenskiy     |
| 2023 | Alexey Lutsenko      | Yevgeniy Gidich      | Daniil Marukhin      |
| 2024 | Dmitriy Gruzdev      | Gleb Brussenskiy     | Iogan Shtein         |
| 2025 | Yevgeniy Fedorov     | Anton Kuzmin         | Daniil Marukhin      |

## Estadísticas

### Más victorias
| Ciclista         | Victorias | Años              |
| ---------------- | --------- | ----------------- |
| Andrey Mizourov  | 3         | 2001, 2004 y 2011 |
| Alexey Lutsenko  | 3         | 2018, 2019 y 2023 |
| Serguei Yakovlev | 2         | 1997 y 2000       |
| Assan Bazayev    | 2         | 2008 y 2012       |
| Yevgeniy Fedorov | 2         | 2021 y 2025       |